# Campionato del mondo di parapendio
Il Campionato del mondo di parapendio è una competizione internazionale di parapendio a cadenza biennale organizzata dalla Fédération Aéronautique Internationale (FAI), a partire dalla stagione 1989 (anche se il primo campionato del mondo di parapendio si tenne nel 1987 a Verbier, si considera come prima edizione quella del 1989 di Kössen).

## Regolamento
Gli ultimi campionati hanno visto la partecipazione di un massimo di 150 piloti (l'edizione 2025 è scesa a un massimo di 130 partecipanti), selezionati alcuni mesi prima dell’evento attraverso apposite preselezioni. Le medaglie vengono assegnate nelle categorie maschile, femminile e a squadre nazionali. 
Ogni squadra nazionale può essere composta da un massimo di quattro piloti. Durante il campionato si disputano fino a 10 task, con l’inserimento di almeno un giorno di riposo obbligatorio.
I decolli avvengono generalmente dopo mezzogiorno, e i piloti volano su un’area prestabilita che può estendersi fino a 200 km di distanza. Il percorso include il sorvolo obbligatorio di boe virtuali; il pilota che completa il percorso nel minor tempo vince la giornata di gara.
Il pilota che totalizza il maggior numero di punti al termine della competizione si aggiudica la classifica generale e, di conseguenza, il titolo mondiale.
Le giornate valide per la gara vengono selezionate ogni mattina in base alle condizioni meteorologiche e possono essere soggette a modifiche.

## Edizioni

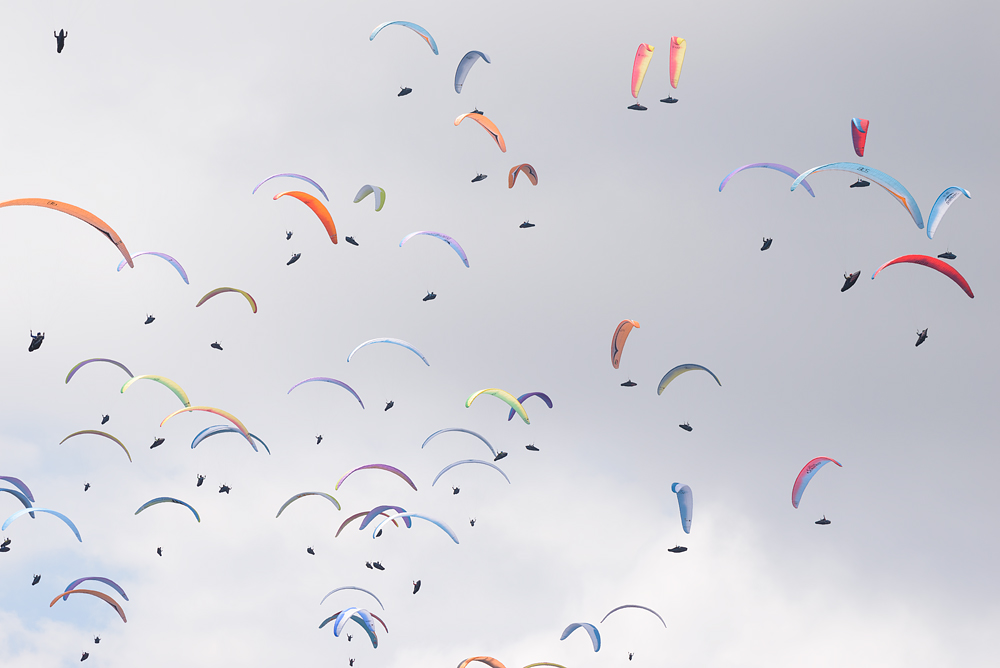
Una giornata di gara del mondiale 2017 (task di Rubbio)

|        | Edizione | Sede                 | Paese              | Date                     | N. di atleti | N. di Nazioni | Vincitori          | Vincitori             |
| Uomini | Edizione | Sede                 | Paese              | Date                     | N. di atleti | N. di Nazioni | Donne              |                       |
| ------ | -------- | -------------------- | ------------------ | ------------------------ | ------------ | ------------- | ------------------ | --------------------- |
|        | 1987     | Verbier              | Svizzera           |                          |              |               | NON VALIDATO       | NON VALIDATO          |
| 1      | 1989     | Kössen               | Austria            |                          |              |               | NON VALIDATO       | NON VALIDATO          |
| 2      | 1991     | Digne-les-Bains      | Francia            |                          |              |               | Robert Whittall    | Andrea Amann          |
| 3      | 1993     | Verbier              | Svizzera           |                          |              |               | Hans Bollinger     | Camilla Perner        |
| 4      | 1995     | Kitakyūshū           | Giappone           |                          |              |               | Stefan Stieglair   | Judy Leden            |
| 5      | 1997     | Castejón de Sos      | Spagna             |                          |              |               | John Pendry        | Sandie Cochepain      |
| 6      | 1999     | Bramberg–Neukirchen  | Austria            |                          |              |               | Christian Heinrich | Louise Crandal        |
| 7      | 2001     | Granada              | Spagna             |                          |              |               | Luca Donini        | Louise Crandal        |
| 8      | 2003     | Larouco              | Portogallo         |                          |              |               | Alex Hofer         | Petra Krausova        |
| 9      | 2005     | Governador Valadares | Brasile            | 11-27 marzo              |              |               | Steve Cox          | Louise Crandal        |
| 10     | 2007     | Manilla              | Australia          | 24 febbraio - 9 marzo    |              |               | Bruce Goldsmith    | Petra Slivova         |
| 11     | 2009     | El Peñón             | Messico            | 23 gennaio - 6 febbraio  |              |               | Andy Aebi          | Elisa Houdry          |
| 12     | 2011     | Piedrahíta           | Spagna             | 3-16 luglio              |              |               | Charles Cazaux     | Petra Slivova         |
| 13     | 2013     | Sopot                | Bulgaria           | 13-26 luglio             |              |               | Jeremie Lager      | Klaudia Bulgakow      |
| 14     | 2015     | Roldanillo           | Colombia           | 10-25 gennaio            | 148          | 38            | Honorin Hamard     | Seiko Fukuoka Neville |
| 15     | 2017     | Pedavena             | Italia             | 1-15 luglio              | 150          | 40            | Pierre Remy        | Seiko Fukuoka Neville |
| 16     | 2019     | Kruševo              | Macedonia del Nord | 5-18 agosto              | 150          | 48            | Joachim Oberhauser | Méryl Delferriere     |
| 17     | 2021     | Tucumán              | Argentina          | 31 ottobre - 13 novembre | 150          | 37            | Russell Ogden      | Yael Margelisch       |
| 18     | 2023     | Chamoux-sur-Gelon    | Francia            | 20 maggio - 3 giugno     | 150          | 49            | Maxime Pinot       | Méryl Delferriere     |
| 19     | 2025     | Andradas             | Brasile            | 31 agosto - 13 settembre | 130          | 60            |                    |                       |